# Edició digital
L'edició digital és un concepte aplicable a un ampli ventall de mitjans de difusió que es basen en la publicació en Internet o en formats electrònics, com aquesta enciclopèdia o les biblioteques digitals, conformant l'edició digital en una certa oposició als formats analògics o l'edició analògica.

## Creació
L'edició digital va sorgir com a resultat de l'evolució de les tecnologies de la informació i la comunicació. Per tant, els seus orígens es remunten al desenvolupament d'Internet i la World Wide Web.
El concepte d'edició digital es va començar a generar als anys 60, quan es van crear les primeres xarxes de comunicació entre ordinadors com ARPANET. Però no va ser fins als anys 90 que es van establir les bases de l'edició digital moderna:
- L’any 1990, Tim Berners-Lee va crear la World Wide Web al CERN, que permetia vincular informació de forma lògica a través de les xarxes.
- L’any 1993 es va llançar Mosaic, el primer navegador web amb interfície gràfica, que va popularitzar l'accés a Internet.
- A mitjans dels 90, l'expansió d'Internet va permetre la distribució de continguts digitals a gran escala.[3]

L'edició digital va sorgir com una alternativa als mitjans impresos tradicionals, oferint avantatges com: la distribució instantània de continguts, un menor cost de producció i distribució, la possibilitat d'incloure elements multimèdia i interactius i l’accés global als continguts.
Actualment, l'edició digital està dintre d’una àmplia gamma de formats com llibres electrònics, revistes en línia, blogs, aplicacions mòbils i continguts per a xarxes socials. Els avenços tecnològics continuen impulsant la seva evolució, cosa que permet noves formes de crear i consumir continguts digitals.

## Casos

### Open Journal Systems
L'edició digital aconsegueix novetat amb els gestors en línia com Open Journal Systems, un sistema de gestió i publicació de revistes científiques i acadèmiques en Internet. Està dissenyat per disminuir el temps emprat en el procés editorial de la revista. Permet es generi un procés eficient i unificat en línia del flux editorial, des de la recepció del manuscrit fins a la publicació de l'article.
Aquest sistema és una solució de programari de codi obert desenvolupat pel grup Public Knowledge Project, a Canadà, que està dedicat a l'aprofitament i el desenvolupament de les noves tecnologies per a l'ús en la recerca acadèmica. Aquest grup, des de la seva fundació en 1998, ha exercit un paper actiu dins del moviment de "accés obert" presentant el programari lliure líder per a la publicació de revistes i conferències en Internet.